# Połonice (przystanek kolejowy)
Połonice (ukr. Полоничі, ros. Полоничи) – przystanek kolejowy w pobliżu miejscowości Połonice, w rejonie złoczowskim, w obwodzie lwowskim, na Ukrainie.
Przystanek istniał przed II wojną światową. Był jednak położony w innym miejscu.